# ヨハン・スペス
ヨハン・シュペート（Johann Speth、1664年11月9日 - 1719年頃）は、 ドイツのオルガン奏者である。 
彼は、 ニュルンベルクから約150 km離れたシュパインスハルトで生まれた。現在彼の音楽を知る手がかりは1693年に発行された11のトッカータ集と8つのマニフィカトの含まれる「アルスマグナ」のみである。

## 生涯
シュペートは教師であった父、ハインリヒ・シュペートと母、マルガレータとの間に生まれた。少年時代のシュペートはおそらく、シュパインハルトのプレモントレ修道院の修道院長から音楽教育を受けたと考えられていた。しかしながらこれについては近年議論がある。
また1692年11月にアウクスブルク大聖堂のオルガン奏者の仕事に就任したが、それ以前の彼の人生に関してはほとんど何も分かっていない。アウクスブルク大聖堂の記録には、1705年からシュペートが大聖堂の事務も兼任していたことが分かっている。
シュペートの死の正確な時期は不明だが、1719年に彼がアウクスブルクで妻と女中と同居していたという記録が、最後のものである。